# Nova Catedral, Brescia

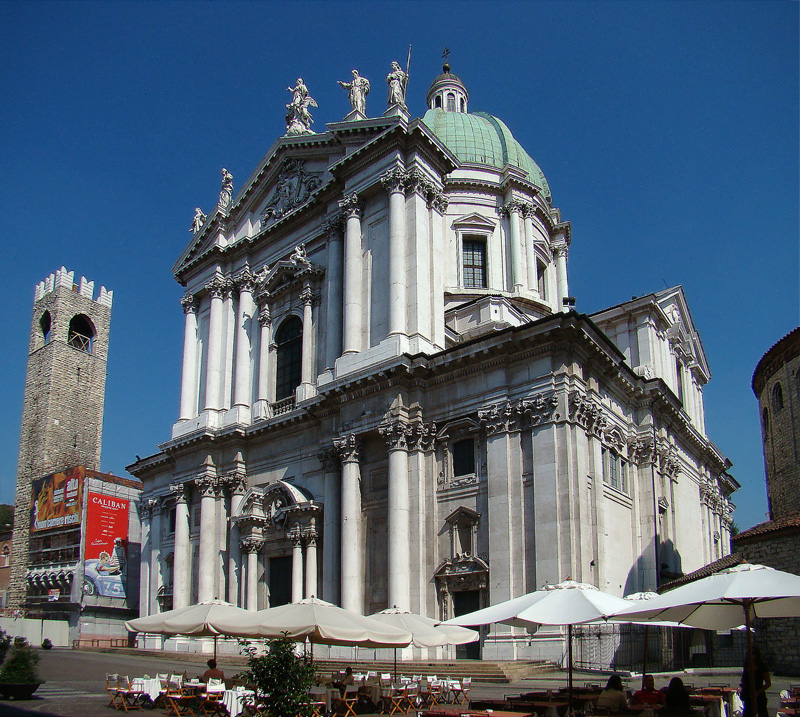
Duomo Nuovo: fachada

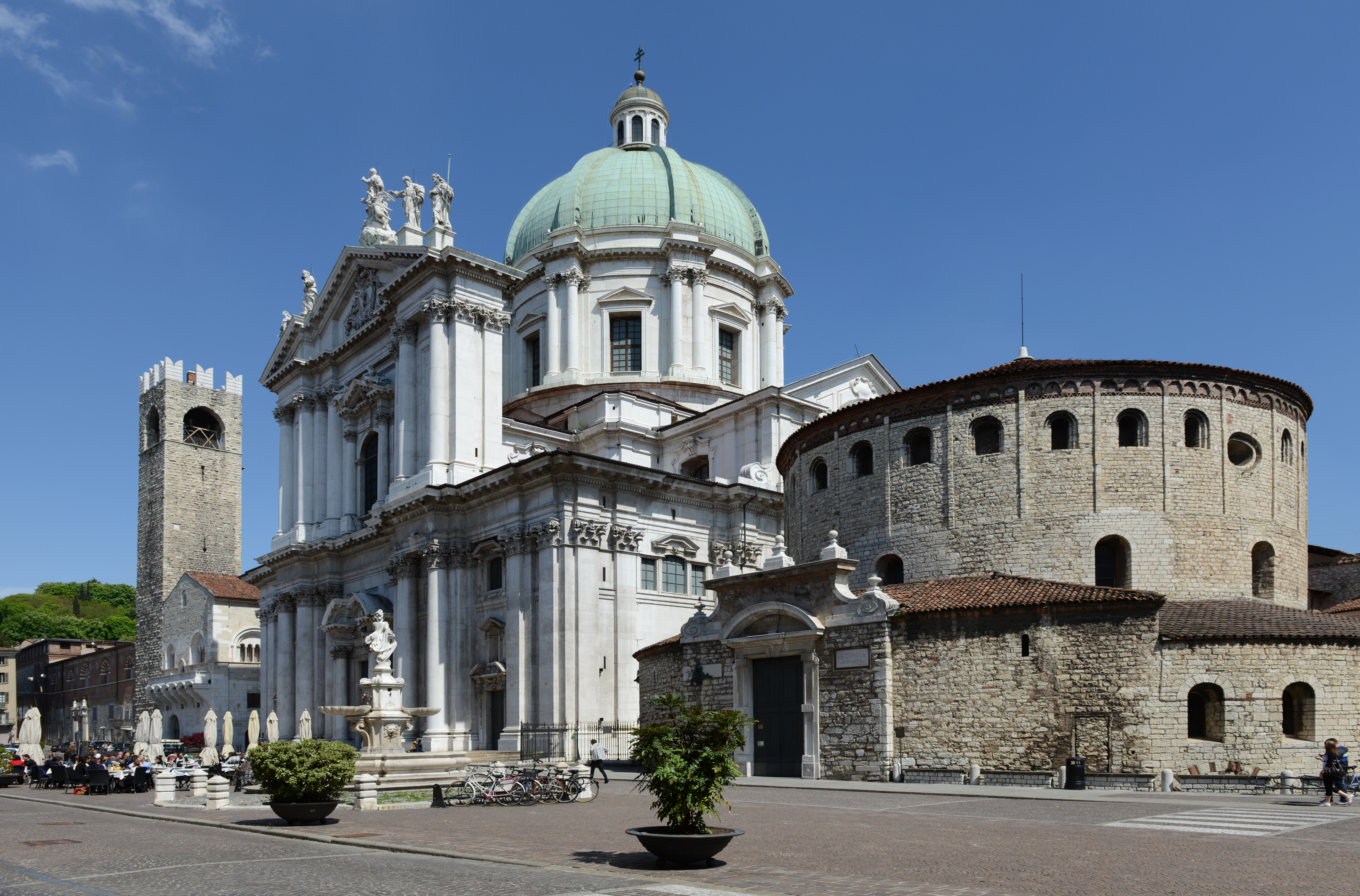
Novas e antigas catedrais de Brescia

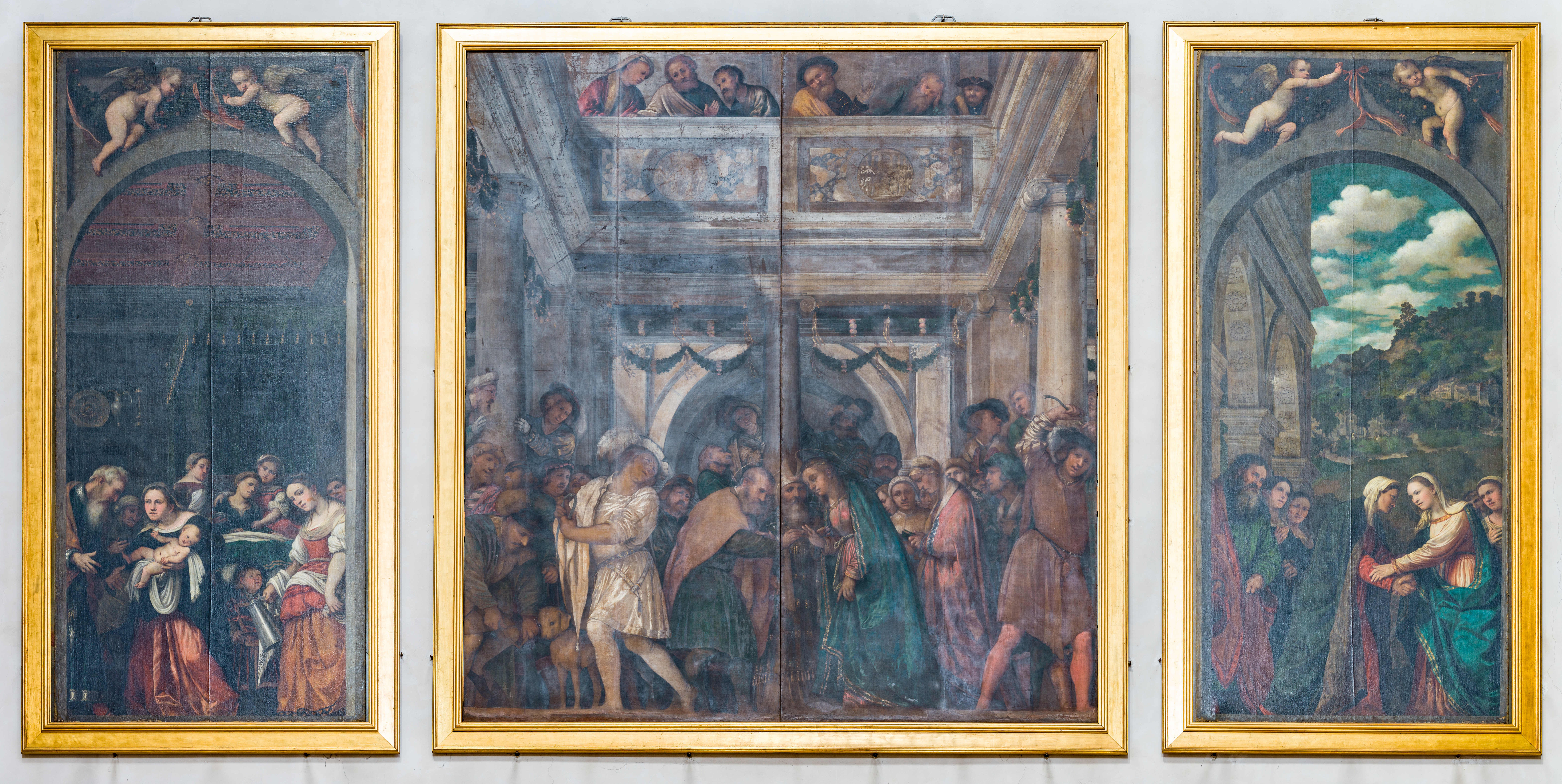
Pintura de Romanino no Duomo nuovo.

O Duomo Nuovo ou Nova Catedral é a maior igreja católica de Bréscia, Itália.  Localizada na Piazza Paolo VI, também conhecida como Piazza del Duomo, faz parte do contexto de duas catedrais adjacentes, ou seja, a Catedral Velha. 
O edifício de culto foi erguido entre 1604 e 1825 na área onde ficava, desde os tempos do cristianismo primitivo, a Basílica de São Pedro de Dom, que remonta aos séculos V - VI . Além disso, é sede de uma paróquia que faz parte da área pastoral de Brescia Centro.